# Västlig arrernte
Västlig arrernte är ett australiskt språk som talades av 1000 personer år 1981. Västlig arrernte talas i Nordterritoriet i Australien. Västlig arrernte tillhör de pama-nyunganska språken.